# Rushden (Northamptonshire)
Rushden is een stad en civil parish in het bestuurlijke gebied East Northamptonshire, in het Engelse graafschap Northamptonshire. Het is gelegen aan de A6 tussen Bedford en Kettering. Rushden telt 25.849 inwoners en heeft een oppervlakte van 15 km² (cijfers 2001).
Rushden ligt in een kleine vallei met een beek, bekend als de Sidney Beek. Deze beek stroomt door het centrum van de stad. Van welke kant je Rushden ook maar benadert, je kan altijd de straten en wegen in de vallei zien liggen, met de toren van de St Mary's kerk uitstekend boven de daken.